# Мемнон
Вижте пояснителната страница за други значения на Мемнон.
Мемнон е герой от древногръцката митология, рано загинал красив етиопски цар, син на Еос и Титон, брата на Приам.
Притекъл се на помощ на троянците в Троянската война и проявил голяма храброст, убил Антилох, сина на пилоския цар Нестор, но загинал от ръката на Ахил. Зевс удоволетворил молбата на осиротялата Еос: от кладата на неговата пепел излетели новите птици мнемониди. Те всяка година се завръщали в Троя и започвали яростни битки над гроба му. Майката не преставала да плаче и капките утринна роса били нейните сълзи. Древните смятали, че на статуята на египетския фараон Аменхотеп III при Тива е изобразен Мемнон, тъй като при изгрев статуята издавала жален човешки звук, поздравяващ Зората. Статуята пострадала при земетресение. След реставрирането ѝ престанала да звучи.